# 저스틴 챈슬러
저스틴 챈슬러(Justin Gunnar Walter Chancellor, 1971년 11월 19일 ~ )는 잉글랜드의 베이시스트로, 툴의 일원으로 활동하고 있다.